# Jakubsonia
Jakubsonia livnensis
Genre
Espèce
Jakubsonia est un genre fossile de tétrapode précoce du Dévonien supérieur attesté en Russie. L'espèce type est Jakubsonia livnensis et, en 2022, le genre est resté monotypique.

## Systématique
Le genre Jakubsonia et l'espèce Jakubsonia livnensis ont été décrits en 2004 par le paléontologue russe Oleg Anatolievitch Lebedev (d) (1957-).

## Étymologie
Le nom générique, Jakubsonia, a été donné en l'honneur d’O. L. Jakubson, membre du musée d'histoire naturelle de Livny, qui a participé avec enthousiasme aux fouilles.
Son épithète spécifique, composée de livn[y] et du suffixe latin -ensis, « qui vit dans, qui habite », lui a été donnée en référence au lieu de sa découverte, Livny, la ville russe de l'oblast d'Orel.

## Publication originale
- (en) Oleg A. Lebedev, « A new tetrapod Jakubsonia livnensis from the Early Famennian (Devonian) of Russia and palaeoecological remarks on the Late Devonian tetrapod habitats », Acta Universitatis Latviensis, Series Earth and Environment Sciences, vol. 679,‎ 2004, p. 79-98 (lire en ligne). .